# Peter Schultz
Peter C. Schultz (Brooklin, 3 de dezembro de 1942) é um inventor estadunidense.
É co-inventor, juntamente com Robert Maurer e Donald Keck, da fibra óptica, utilizada em telecomunicações.